# Getto w Dąbiu

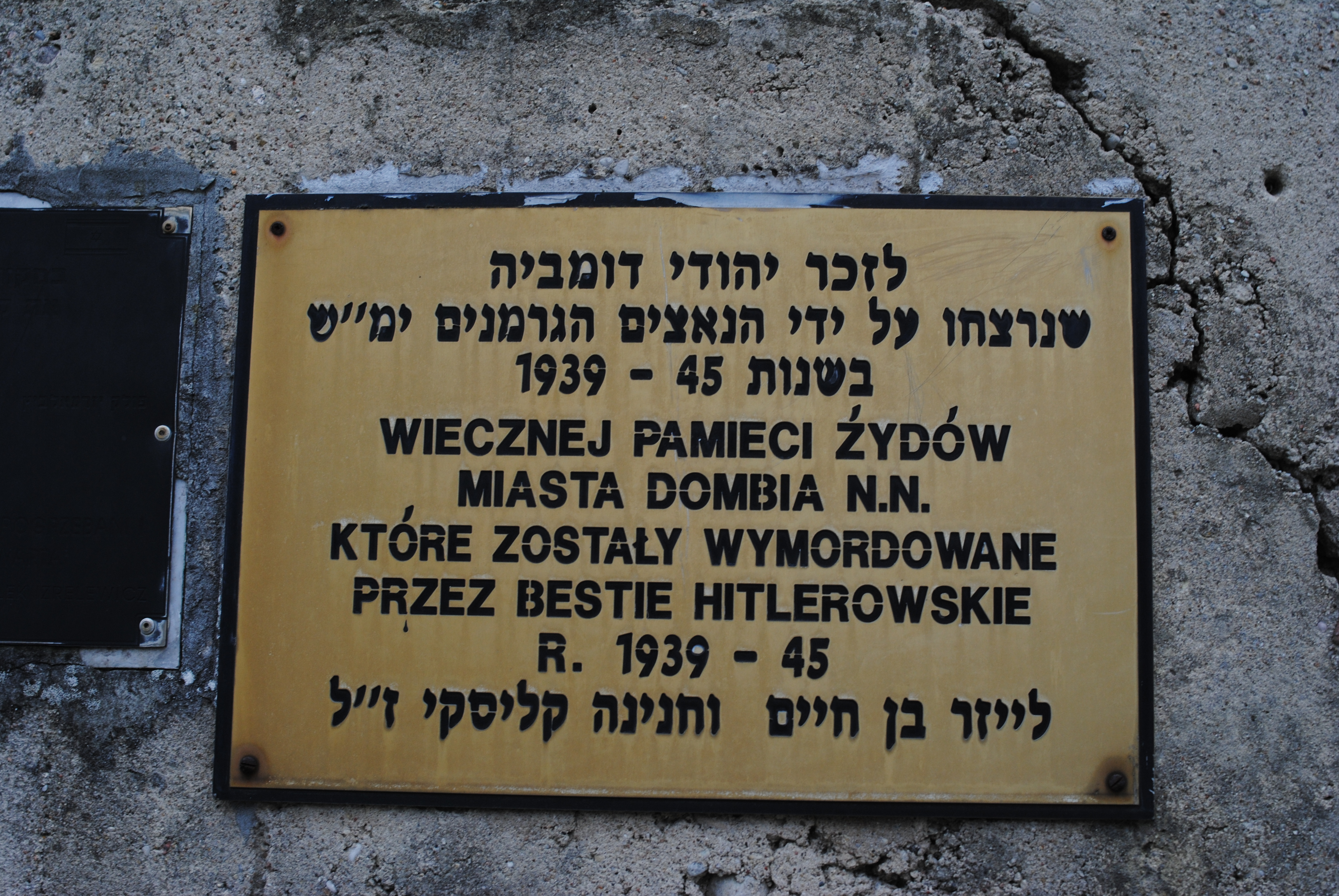
Tablica pamiątkowa poświęcona dąbskim Żydom w Lesie Rzuchowskim

Getto w Dąbiu – getto żydowskie utworzone podczas II wojny światowej przez okupantów na terenie Dąbia nad Nerem.

## Historia
Getto powstało w lecie 1940 roku (Tomasz Kawski podaje jednak datę 15 lipca 1941 roku), utworzone zostało w kwartale ulic Kilińskiego i Asnyka. W getcie uwięziono około 1100 Żydów, w jednym domu mieszkało często 10 osób. Przez cały okres istnienia było gettem otwartym, opuszczenie getta było możliwe ze specjalną przepustką. Żydzi zatrudnieni byli w zakładach rzemieślniczych w mieście, pracowali również przy sprzątaniu ulic i parków. Synagoga i bet midrasz wykorzystywane były jako magazyny.
W lipcu 1941 roku utworzono w getcie Judenrat, jego prezesem ustanowiono Josefa Diamenta. Pod koniec lata 1941 roku około 200 Żydów z Dąbia zostało deportowanych do obozów pracy niedaleko Poznania, większość z tych osób została rok później deportowana do Auschwitz-Birkenau. 9 grudnia 1941 roku władze getta wysłały swojego posłańca, Lajwa Wołkowicza, do Koła, chcąc zebrać informacje na temat losu Żydów z kolskiego getta, których w tym czasie wywożono do obozu zagłady w Chełmnie nad Nerem. Po drodze spotkał go współpracujący z dąbskim Judenratem Polak, Brunon Blachowski, który przekazał mu informację o rozpoczęciu wywózki Żydów w Kole.
14 grudnia 1941 roku niemiecka policja zebrała więźniów getta (około tysiąca osób) na rynku miejskim, zamykając ich następnie w teatrze i kościele. Żydzi byli następnie bici i torturowani, a rabinowi grożono rewolwerem i zmuszono do wykrzyczenia, że wojnę spowodowali Żydzi. Następnego dnia rano Żydów wypuszczono do domów, tego samego dnia wezwano jednak 6 mężczyzn, których wysłano następnie do obozu w Chełmnie, gdzie dołączyli do komanda grabarzy w Lesie Rzuchowskim.
Żydów ponownie zebrano w teatrze i kościele 17 grudnia, następnie również poddano ich torturom. Ostateczna akcja likwidacyjna odbyła się 18 i 19 grudnia, kiedy Żydów wywieziono ciężarówkami do obozu zagłady w Chełmnie i tam zamordowano. W momencie likwidacji w getcie mieszkało od 920 do 975 osób.
Po likwidacji getta żydowski dobytek został zebrany i zmagazynowany w kościele. Nieliczni Żydzi pozostali w Dąbiu, w czerwcu 1942 roku 7 Żydów z Dąbia deportowano do getta łódzkiego, kilkoro Żydów pracowało także w magazynie ubrań osób zamordowanych w Chełmnie urządzonym w dąbskim kościele, również oni zostali jednak najprawdopodobniej zamordowani w obozie.
Po wojnie do Dąbia powróciło kilku Żydów, którzy niedługo później wyjechali jednak z miasta.